# Pasek komiksowy

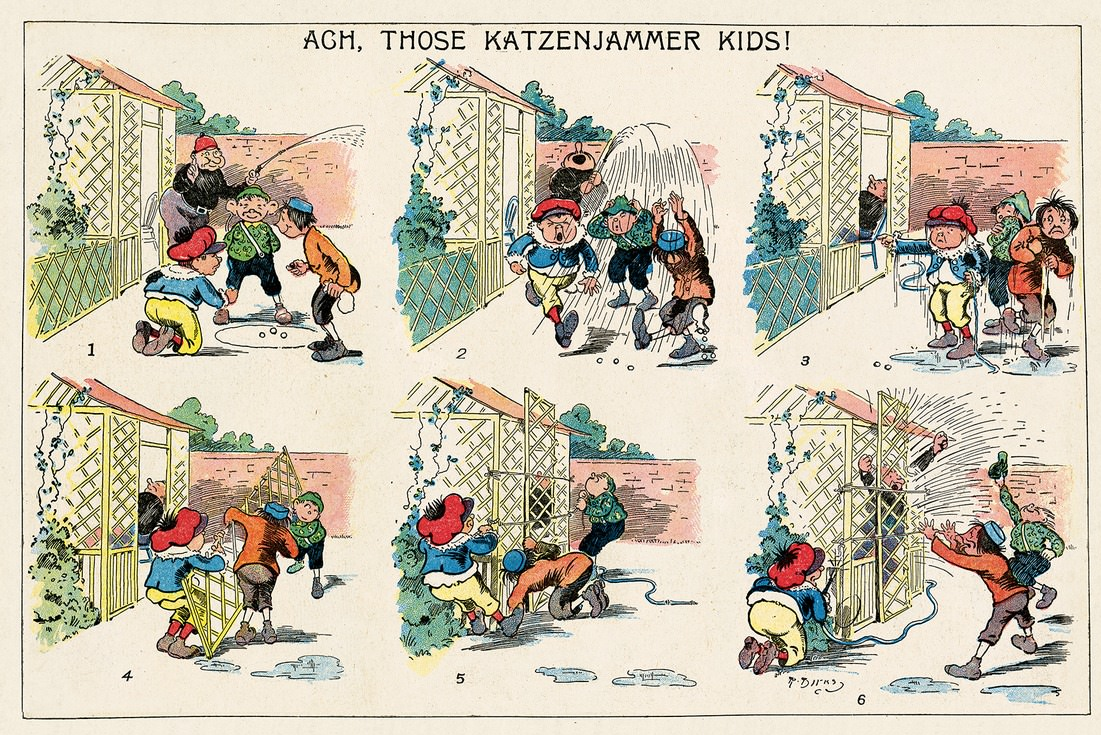
Pasek komiksowy The Katzenjammer Kids publikowany w „New York Journal” (12 grudnia 1897)

Pasek komiksowy (ang. Comic strip) – seria kilku lub kilkunastu sąsiadujących ze sobą rysunków komiksowych, które składają się na jednowątkowy epizod z przeważnie zakończony puentą o charakterze żartu sytuacyjnego lub słownego. Rysunkom towarzyszy tekst w dymkach, podpisach, ale może być też pominięty. Paski komiksowe często ukazujące się w odcinkach. Pierwotnie, w XIX wieku i w XX wieku, publikowane wyłącznie w gazetach i czasopismach.

## Nazwa
Polski wyraz „komiks” jest spolszczeniem angielskiego zwrotu comic strip, który upowszechnił się w liczbie mnogiej jako potoczny skrótowiec comics. Drugi wywód wiąże pochodzenie nazwy od satyrycznego charakteru pierwszych komiksów. Nazwa comic oznacza w języku angielskim termin komiczny czyli komediowy. Nazwa ta przyjęła się także w innych językach jednak stosowane są w nich również odrębne nazwy jak np. francuski odpowiednik bande dessinee lub włoski fumetti, czyli po polsku „dymki”.
Pojęcia the comics strip po raz pierwszy użył amerykański pisarz Gilbert Seldes w prekursorskiej książce o amerykańskiej kulturze masowej The Seven Liveely Arts wydanej w 1924 roku w USA. Angielski termin comics strip oznacza „długi, wąski pasek; seria obrazków umieszczonych w linii”.

## Historia
Początków współczesnych pasków komiksowych można doszukiwać się w rozkwicie karykatury w Londynie pod koniec XVIII wieku. Angielscy karykaturzyści, tacy jak Richard Newton i George Woodward, tworzyli swoje rysunki, bazując na krótkich paskach rysunkowych. Umieszczali na nich ekspresyjne postacie z podpisami, które można było czytać od lewej do prawej.
Pierwsze paski komiksowe w gazetach pojawiły się w Ameryce Północnej pod koniec XIX wieku, kiedy następował tam znaczący rozwój rynku prasy codziennej. Jednymi z najbardziej rozpoznawalnych pasków komiksowych z tamtego okresu były Yellow Kid autorstwa Richarda F. Outcaulta, The Katzenjammer Kids Rudolpha Dirksa czy Bringing Up Father George’a McManusa. Natomiast okres od lat 30. do lat 50. XX wieku określany jest „złotym okresem komiksów”, wtedy też pojawiły się najbardziej ikoniczne paski komiksowe w historii, jak Fistaszki, Popeye czy Dick Tracy.
W Polsce paski komiksowe zaczęły pojawiać się w prasie w dwudziestoleciu międzywojennym. Komiksy nazywano wówczas „filmami rysunkowymi” lub „seryjkami obrazkowymi”. W treści skupiały się na życiu codziennym lub komentowały sprawy obyczajowe, polityczne. Tworzono także „spolszczone” wersje znanych postaci takich jak Pat i Patachon (w Polsce – Wicek i Wacek), tłumaczono serie Disneya, ale powstawały także niezwykle popularne rodzime cykle wydane później w albumach. Dobry przykład to Ogniem i mieczem, czyli przygody Szalonego Grzesia opowiadające o wojennych trudach polskiego żołnierza walczącego o niepodległość. Wyjątkowym bohaterem był też Bezrobotny Froncek, którego przygody rozgrywały się na Śląsku i stanowią dziś zapis społecznych nastrojów lat 1932–1939.

W Japonii, gdzie komiks rozwijał się oddzielnie od jego zachodniej formy, paski komiksowe przybrały m.in. formę yonkomy, czyli pasków składający się głównie z gagów zamkniętych w czterech kadrach (panelach) tej samej wielkości, uporządkowanych od góry do dołu (czasami od prawej do lewej poziomo lub hybrydowo 2 × 2 w zależności od wymagań układu publikacji, w której się znajdują).
Wraz z rozwojem Internetu wiele pasków komiksowych zaczęło być publikowanych online. Znalazły się wśród nich zupełnie nowe serie, jak i również skany tych starych z gazet i czasopism.

## Rodzaje
Paski komiksowe dzielą się na dwa rodzaje:
- daily strip – klasyczny pasek przeważnie z 4-5 narysowanymi kadrami, ukazujący się w dni powszednie w gazetach.
- sunday strip –  plansza składająca się głównie z trzech rzędów kadrów, uzupełniona o winietę, a drukowana w wydaniach weekendowych[14], często w kolorze[15].